# R. Daneel Olivaw

Robotul Daneel Olivaw desenat pe coperta cărţii The Naked Sun - Soarele gol

R. Daneel Olivaw este un robot ficțional creat de Isaac Asimov. Inițiala "R" din numele său provine de la "robot". Acesta apare în următoarele cărți scrise de Asimov: Seria Fundația, având o prezență importantă și în Cavernele de oțel, Soarele gol, Roboții de pe Aurora, Roboții și Imperiul, Preludiul Fundației și Fundația și Pământul. Acesta apare de asemenea în toate cărțile trilogiei celei de-a a doua Fundație.
Daneel este un robot construit de rasa celor din Spațiu de pe planeta Aurora. Spre deosebire de alți roboți din acea perioadă, Daneel a fost special construit pentru a semănă perfect cu oamenii (vezi și android). Acest atribut "ascuns" îi dă puterea de a-l ajuta pe polițistul pământean Elijah Baley în rezolvarea unor crime misterioase. Daneel (Da-nee) și Baley (Ba-lee) se întâlnesc în timp ce Baley investighează uciderea lui Roj Nemennuh Sarton, omul căruia Daneel îi seamănă la perfecție
Daneel și Baley lucrează împreună la acest caz de crimă pe planeta celor din Spațiu, Solaris și de asemenea în cazul de "roboticid" al "fratelui" lui Daneel, Jander Panell. De asemenea, pe Aurora, Daneel îl întâlnește pentru prima data pe R. Giskard Reventlov, un robot înzestrat cu puteri (telepatice). Giskard inventează (Legea Zero a Roboticii), după ce ambii roboti își dau seamă de carențele existente în cele (trei legi ale roboticii). Legea Zero se dovedește distructivă pentru creierul pozitronic al lui Giskard când încearcă să o aplice, încălcând Prima lege a roboticii, astfel creând un conflict moral mortal. Giskard îi transmite puterile sale telepatice lui Daneel, care în decursul a 20 de mii de ani se adaptează la Legea Zero, și se supune ei fără teamă de auto-distrugere.
De atunci încoace, Daneel manipulează galaxia cu ajutorul numeroșilor lui aliați roboti. El creează atât Imperiul Galactic cât și planeta Gaia pentru a crea o societate care nu are nevoie de roboți. Ascuns în spatele personalității dure a lui "Eto Demerzel", acesta devine prim-ministru al Împăratului Galactic Cleon I.
Când Hari Seldon sosește pentru prima data pe Trantor, R. Daneel Olivaw, sub deghizarea reporterului Chetter Hummin (se face analogie cu cuvântul  englez (H)uman), îl convinge pe Hari că Imperiul Galactic este pe moarte și că psiho-istoria trebui dezvoltată într-o știință practică pentru a-l salva. Ca și Hummin îl convinge pe Hari că prim-ministrul Împăratului Cleon I, Eto Demerzel este pe urmele sale și că este necesar ca Hari să fuga și să transforme psiho-istoria într-o știință practică. La Universitatea Streeling, lui Hari îi este prezentată experta în istorice Dors Venabili, care devine prietena lui Hari, protectoarea lui și viitoarea lui soție. La sfârșitul "fugii" lui Hari, îi este dezvăluit că Hummin și Demerzel sunt una și aceeași persoana, și amândouă sunt de fapt identități false ale lui R. Daneel Olivaw. Demerzel mai apare pentru un scurt moment în epilogul cărții Preludiul Fundației, în care se precizează ca el a fost unul din puținii oameni care au participat la înmormântarea lui Hari Seldon.
R. Daneel Olivaw apare încă o dată în Fundația și Pământul, unde Golan Trevize și Janov Pelorat din Fundație găsesc Pământul și baza lui Daneel de pe Lună radioactive. Învață despre manipulările paterne ale acestuia, incluzând cauza creării unei așezări în Alpha Centauri, crearea Gaiei și crearea psiho-istoriei. În final, Daneel îl convinge pe Trevize că formarea artificială a Galaxiei este alegerea corecta.
Isaac Asimov precizează că motivul pentru care Daneel apare așa de des în cărțile sale este pentru ca cititori și editorii lui îl rugau să facă asta.